# چیپریانو کملو
چیپریانو کملو (ایتالیایی: Cipriano Chemello; ۱۹ ژوئیهٔ ۱۹۴۵ – ۱۴ فوریهٔ ۲۰۱۷) دوچرخه‌سوار اهل ایتالیا بود.
وی در مسابقات کشوری و بین‌المللی در مجموع برندهٔ ۲ مدال طلا، ۲ مدال نقره، ۱ مدال برنز شده‌است.